# LEW EL 10
Die Tagebaulokomotive EL 10 ist eine Zweikraftlokomotive und wurde beim Lokomotivbau Elektrotechnische Werke „Hans Beimler“ Hennigsdorf (LEW) in der Zeit von 1964 bis 1973 in 111 Exemplaren gefertigt. Mit jeder Lokomotive wurden auch noch je zwei motorgetriebene Abraumwagen mitgeliefert. Diese Gespanne werden in zahlreichen Tagebauen der Sowjetunion und deren Nachfolgestaaten eingesetzt. Die Lokomotiven sind heute (2024) noch erhalten.

## Geschichte

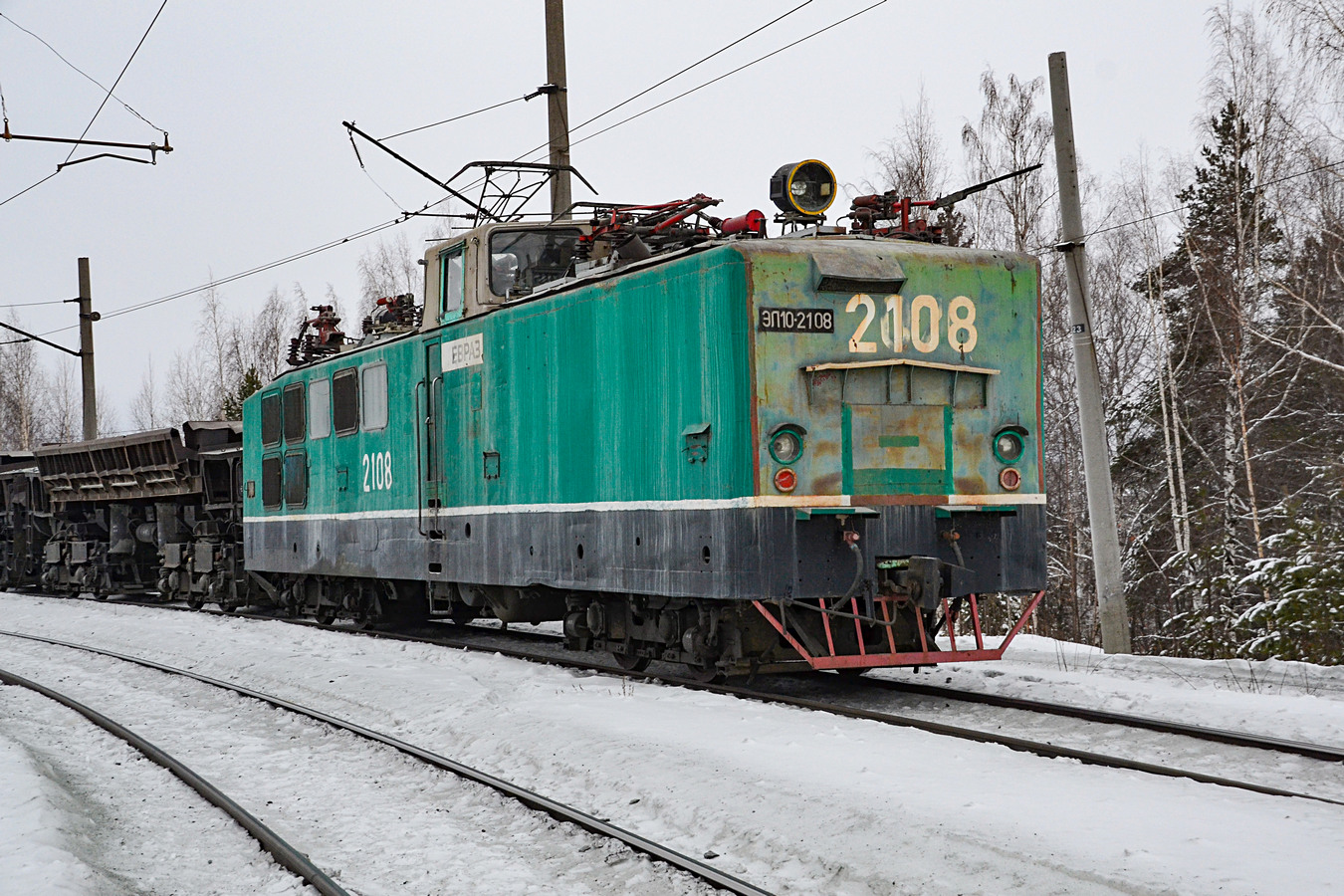
EL 10-2108 mit Abraumzug im Bereich Katschkanar, Oblast Swerdlowsk

Die Elektrolokomotiven mit einem Dieselantrieb als Hilfsmotor wurden vom Lokomotivbau Elektrotechnische Werke „Hans Beimler“ Hennigsdorf (LEW) konzipiert, um auch nicht elektrifizierte Gleisabschnitte bedienen zu können. Mit jeder Maschine wurden auch zwei motorgetriebe Abraumwagen mitgeliefert, mit denen ließen sich auch Zehn-Wagen-Züge auf Steigungen bis 60 ‰ realisieren. Dabei wurden zusätzlich zu den Motorkippwagen acht antriebslose Kippwagen mit einem Ladegewicht von je 120 t produziert. 1965 wurden die ersten Lokomotiven dieser Gespanne zur Erprobung ausgeliefert. Ein Gespann wurde auf der Leipziger Frühjahrsmesse 1965 ausgestellt und mit der Goldmedaille in Anerkennung seines hohen technischen Niveaus ausgezeichnet.
Die Lokomotiven wurden nur für den Export in die Sowjetunion gebaut. 1964 bis 1966 wurden die ersten 14 Gespanne dorthin geliefert und in der Praxis ausführlich erprobt. 1968 bis 1973 folgte dann die Hauptserie mit einer Stückzahl von 97 Exemplaren. Für die Praxis der Lokomotiven mit den Motorkippwagen gibt es viele Argumente. Zum einen steht für schwerere Belastung auf hohen Steigungen ein zusätzliches Antriebsmoment zur Verfügung. Im Gegensatz zu einer zusätzlichen Lokomotive können deren Antriebsmotoren nicht für eine zusätzliche Beladung mit verwendet werden. Bei einer günstigen Reihung der Motorkippwagen (z. B. als 1. und als letztes Fahrzeug im Zug) werden damit auch die Kupplungen entlastet. Insgesamt entwickelt das Gespann eine Gesamtleistung von 4920 kW und eine Anfahrzugkraft von 1200 kN. Der praktische Betrieb hat aber gezeigt, dass die Motorkippwagen durch die Beladung einer zusätzlichen Belastung durch Erschütterung und Staub ausgesetzt sind, was in ihre Instandhaltung besondere Anforderungen stellt.
Über den Verbleib der Lokomotiven finden sich Bildbeweise aus Katschkanar im Oblast Swerdlowsk und aus Gubkin im Oblast Belgorod. Die letzten fotografischen Dokumente stammen aus dem Jahr 2022. Dabei sind Maschinen noch in der ehemals in der DDR üblichen Färbung mit schwarzem Rahmen und dunkelgrünem Lokkasten und weißem Trennstreifen analog der E 42 zu sehen, allerdings mit deutlichen Gebrauchsspuren.

## Technik

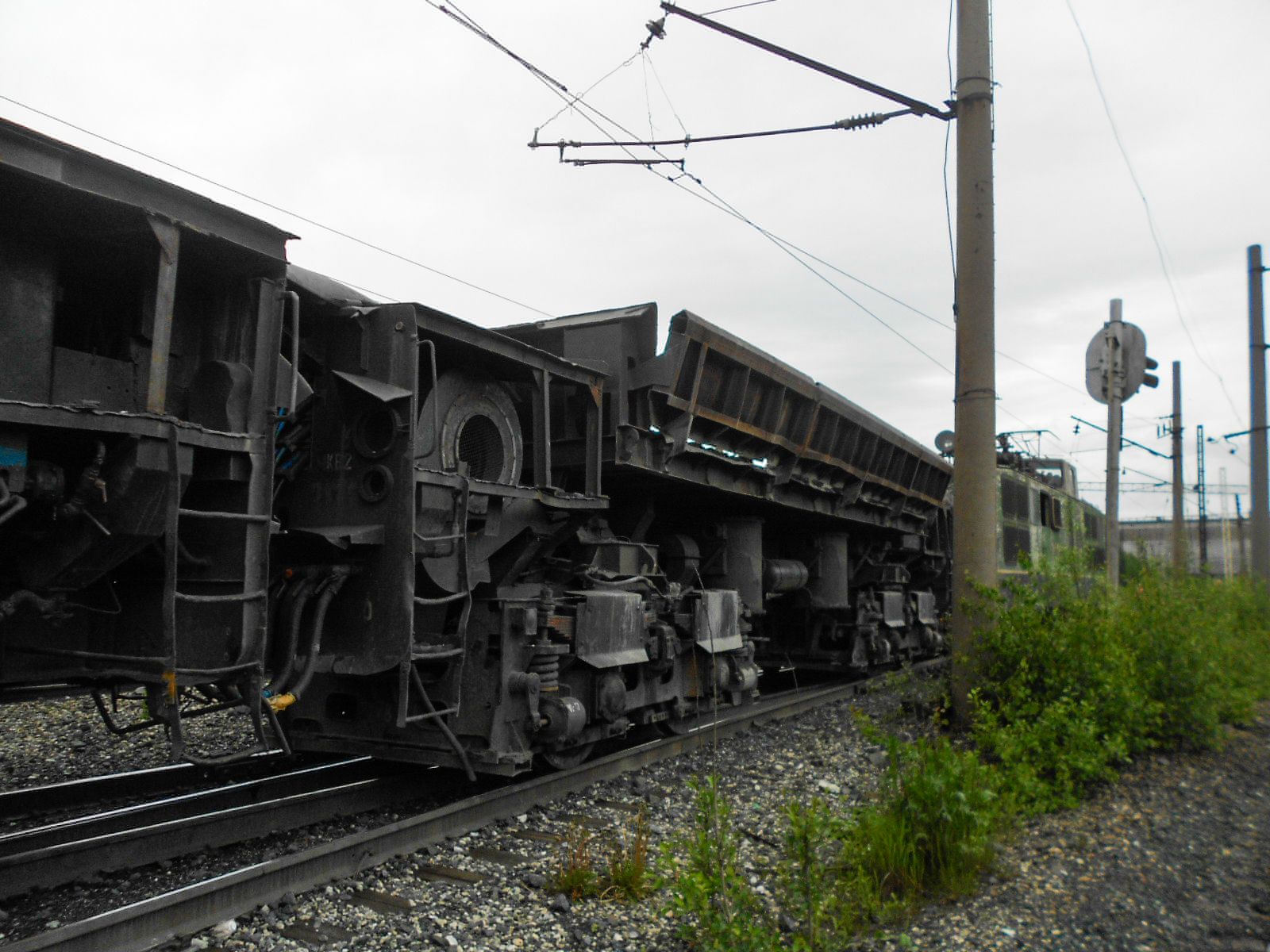
Motorkippwagen für das Gespann mit der LEW EL 10

### Mechanik
Die Lokomotiven, z. Zt. der ersten Neubaulokomotiven in der damaligen DDR entstanden, zeigen viele konstruktive Gemeinsamkeiten zu diesen Baureihen. Ausgelegt sind die Maschinen für den Betrieb im Bereich von −50 bis +40 °C in den klimatischen Gegebenheiten der UdSSR. Durch die intensive Erprobung der ersten gebauten Lokomotiven wurde die Zugänglichkeit einiger Aggregate verbessert und das Gesamtgewicht geringfügig vermindert.
Der Rahmen der Lok ist eine stabile Schweißkonstruktion. Die beiden außen liegenden Längsträger sind durch kastenförmige Querträger und Zwischenlängsträger verbunden. Alle Träger werden durch das Bodenblech abgedeckt. Darauf sind die Maschinenräume aufgeschweißt, die mit dem Rahmen ein gemeinsames Tragwerk bilden. Zur besseren Demontage bestimmter Baugruppen sind einige Deckplatten abnehmbar. Im vorderen, größeren Teil des Maschinenraumes sind sämtliche Aggregate für die elektrische Leistungsübertragung angeordnet, im hinteren, kleineren Teil des Maschinenraumes sind das Dieselgeneratoraggregat und dessen Hilfsgeräte untergebracht. Das Führerhaus befindet sich etwas außermittig als Turm auf dem Maschinenraum und erlaubt eine gute Rundumsicht zu dem Fahrbereich. Diagonell versetzt sind die beiden Einstiege zu dem Führerhaus. Im Inneren sind 2 verschiedene Führerstände für die jeweilige Fahrtrichtung auf der rechten Seite.
Die beiden Drehgestelle sind baugleich und gegenseitig austauschbar. Dessen Rahmen ist eine einfache Schweißkonstruktion. Sie führen die Radsätze in mit Hartmanganstahl verstärkten Gleitplatten und die Fahrmotoren des Tatzlagerantriebes mit den üblichen Drehmomentenstützen. Die Radatzantriebe sind beidseitig des Fahrmotores mit schrägverzahnten Zahnrädern gestaltet. Mit Rücksicht auf unebene Tagebaugleise sind die Antriebe für einen Ausschlag von ±50 mm ausgeführt. Jeder Radsatz besitzt ein eigenes, nachstellbares Bremsgestänge mit einem separaten Bremszylinder und Klotzbremse. Die Räder werden beidseitig mit 80 % abgebremst. Die Bremszylinder sind zur einfachen Montage außen an den Drehgestellen angebaut.

### Elektrik
Elektrisch sind die Lokomotiven nach der LEW E 211 001 und der DR-Baureihe E 251 als Gleichrichterlokomotiven aufgebaut. Sie besitzt zwei Scherenstromabnehmer und zwei Seitenstromabnehmer russischer Bauart. Der Strom geht über Trennschalter, Entstördrossel, Oberstromwandler und Hauptschalter zum Leistungstransformator, der liegend angeordnet und ölgekühlt ist. Durch die liegende Anordnung ergibt sich eine intensive Möglichkeit der Ölkühlung. Er besitzt sekundärseitig vier Teilwicklungen, von denen jeweils zwei Stellwicklungen jeweils vier Anzapfungen besitzen. Durch Kombination dieser Stellwicklungen ergeben sich insgesamt 33 Fahrstufen für die Lokomotive. Der abgenommene Strom wird danach gleichgerichtet und dann zu den Fahrmotoren geleitet. Die Fahrmotoren sind Wellenstrommotoren. Zum besseren Wechsel der Bürsten für den Kommutator sind die Bürstenhalter in einer drehbaren Brücke geführt. Speziell für die Einfahrt des Zuges in den Tagebau ist die Widerstandsbremse entwickelt. Sie ist bemessen für das Leergewicht des Zuges. Jeder der Fahrmotoren des Gespannes arbeitet auf einen eigenen Bremswiderstand. Es sind 17 Bremsstufen vorhanden.
Durch Luftfilter und Überdruck in dem Maschinenraum wird die Verstaubung der elektrischen Geräte auf ein Minimum begrenzt.

### Dieselgeneratoraggregat
Der nichtelektrische Antrieb ist mit einem 12-Zylinder-Viertakt Dieselmotor, verbunden mit dem Hauptgenerator, der als Gleichstromgenerator aufgebaut ist, realisiert. Die benötigte Verbrennungsluft wird im Sommer von außen, im Winter von innen angesaugt. Zum Vorheizen der Dieselgenerator-Anlage werden drei spezielle Heizgeräte verwendet. Zum Starten des Motors arbeitet der Generator als Anlasser und wird entweder von dem Haupttransformator oder der Batterie mit 110 V gespeist.

### Motorkippwagen
Der Motorkippwagen ist von einem standardmäßigen Zweiseitenkipper sowjetischer Bauart abgeleitet, der lediglich ein geringeres Ladevolumen besitzt. Er besteht mechanisch aus den Hauptbaugruppen Drehgestell, Unterrahmen, Kippwanne, pneumatische Kippeinrichtung und Bremseinrichtung. An den beiden Enden des Wagens befinden sich Plattformen, auf denen die Fahrmotorlüfter und die Geräteschränke untergebracht sind. Die Hauptaggregate sind mit Abdeckungen gegen herabfallendes Ladegut gesichert. An den Stirnseiten befinden sich die Automatische Mittelpufferkupplung SA3 sowie die pneumatischen und elektrischen Verbindungen. Die mechanische Bremse ist Bestandteil der Drehgestelle und mit jener der Lokomotive identisch.
Elektrisch können die Motorkippwagen in beliebiger Reihung im Zug eingereiht werden. Die elektrische Ausrüstung ist auf ein Minimum begrenzt und besteht aus den elektrischen Fahrmotoren mit den dazu gehörigen Lüftern, den Feldglättungswiderständen und den Fahr-, Brems- sowie Richtungswendern. Alle Schaltgeräte der Motorkippwagen werden von der Lokomotive aus gesteuert. Entsprechend dem Bedarf können beide Motorkippwagen entweder zu- oder abgeschaltet werden.